# Shuichi Tanaka
Shuichi Tanaka ist ein japanischer Flötenbauer und Präsident der Profimarke Altus (Teil der taiwanischen Unternehmensgruppe KHS Musical Instruments) sowie Entwickler der Marke Azumi und Mitentwickler der Jupiter-Querflöten. Sein Flötenstudium absolvierte er bei dem japanischen Pädagogen Toshio Takahashi.

## Leben
Tanaka entwickelte während seiner Studienzeit das Interesse an den Eigenschaften und technischen Aspekten seines Instruments. Im Alter von 20 Jahren entschloss er sich, den Flötenbau zu erlernen. Sein besonderes Interesse galt dem Kopfstückbau. Hier hatte er Gelegenheit, die Faktoren der Klangbeeinflussung genauestens zu erforschen.
Nachdem er fünf Jahre bei seiner Lehrfirma Muramatsu und danach in leitender Funktion bei Miyazawa und Takumi gearbeitet hatte, konstruierte er 1981 seine erste Flöte.
Die Instrumente der europäischen Flötenbautradition (Theobald Böhm, Louis Lot, Hammig etc.) inspirierten ihn, eine moderne Flöte zu entwickeln. Wesentlich beeinflusste ihn dabei der Londoner Virtuose William Bennett. Das gemeinsame Interesse der beiden Künstler an der Musik, Kultur und dem Flötenbau begründete ihre Zusammenarbeit. Es entstand die Bennett-Skala, die den Altus-Flöten eine exakte Intonation verleiht.
Die ersten eigenen Flöten, bereits unter dem Namen Altus, baute Tanaka in seiner kleinen Werkstatt in Taiwan, wo er sich als Berater einer erfolgreichen Instrumentenbaufirma regelmäßig aufhielt. Wegen der gestiegenen Nachfrage entwarf Tanaka eine Manufaktur inmitten der japanischen Alpen. 1990 wurde diese Manufaktur in Azumino, unweit der Stadt Matsumoto, gebaut.
Unter der Leitung von Shuichi Tanaka entstehen dort handgearbeitete Flöten. Tanakas Unternehmensziel ist der Bau von technisch perfekten Instrumenten für den größtmöglichen musikalischen Ausdruck. Es werden Neusilber, Sterlingsilber und Britanniasilber, sowie alle üblichen Metalle des modernen Flötenbaus verarbeitet.